# Franz Brunner
Franz Brunner, avstrijski rokometaš, * 21. marec 1913, † 22. december 1991.
Leta 1936 je na poletnih olimpijskih igrah v Berlinu v sestavi avstrijske rokometne reprezentance osvojil srebrno olimpijsko medaljo.